# Wildfire (Beverly Hills, 90210)
Wildfire is de achtste aflevering van het tweede seizoen van het tienerdrama Beverly Hills, 90210, die voor het eerst werd uitgezonden op 12 september 1991. Het is de eerste aflevering waarin Christine Elise te zien is.

## Verhaal
Al tijdens de start van het schooljaar wordt de vriendengroep op zijn kop gezet door de komst van de wilde Emily Valentine. Dylan krijgt namelijk een oogje op haar. Dit bevalt Brenda maar niet. Brandon wordt ook verliefd op Emily. David krijgt problemen met Scott, aangezien ze in de vakantie van elkaar vervreemd zijn en David liever de vriendschap beëindigd aangezien hij niets meer te melden heeft aan zijn ooit beste vriend.

## Rolverdeling
- Jason Priestley - Brandon Walsh
- Shannen Doherty - Brenda Walsh
- Jennie Garth - Kelly Taylor
- Ian Ziering - Steve Sanders
- Gabrielle Carteris - Andrea Zuckerman
- Luke Perry - Dylan McKay
- Brian Austin Green - David Silver
- Tori Spelling - Donna Martin
- Carol Potter - Cindy Walsh
- James Eckhouse - Jim Walsh
- Christine Elise - Emily Valentine
- Douglas Emerson - Scott Scanlon
- Joe E. Tata - Nat Bussichio